# DOS/4G
DOS/4G is een 32 bit DOS extender ontwikkeld door Rational Systems, later hernoemd naar Tenberry Software. De extender laat toe om meer conventioneel geheugen te gebruiken dan DOS toelaat. De limiet van het conventionele geheugen in DOS is 640 kB. Door gebruik te maken van DOS/4G kan dit conventioneel geheugen worden uitgebreid tot een maximum van 64 MB. Daarvoor gebruikt de extender het extended memory. DOS/4G kan gebruikt worden vanaf een Intel 80386.

## Kenmerken
DOS/4G is een extender voor geheugenbeheer. Het laat programmeurs toe om het extended memory te gebruiken zonder hiervoor speciale code te schrijven. DOS/4G bedt zichzelf in het hoofdprogramma tijdens het linken. DOS/4G start op voor het hoofdprogramma waardoor er meestal DOS/4G-initialisatieberichten op het scherm verschijnen. DOS/4G is compatibel met MS-DOS, PC-DOS, DR-DOS, de DOS-omgeving van OS/2, Microsoft Windows, Windows NT en Windows 95. Het programma is ook compatibel met DOS-emulators zoals DOSBox.

## DOS/4GW
DOS/4GW is een gratis, maar gelimiteerde versie van DOS/4G. DOS/4GW is beschikbaar bij sommige Watcom C/C++ compilers en Fortran. DOS 4/GW mag gebruikt worden voor commerciële doeleinden. Deze extender werd in de jaren 1990 veelvuldig gebruikt voor computerspellen zoals Doom.

## 16-bit-apparaten
Een aantal DOS/4G-versies had problemen met het secundaire DMA op ISA-insteekmodules. Vooral de Gravis Ultrasound-geluidskaart ondervond hier problemen van.

## DOS/32
Op meer recente computers en besturingssystemen werkt DOS/4G mogelijk niet. Om dergelijke problemen op te lossen, kan men DOS/4G gewoonweg vervangen door het gratis DOS/32.